# Fim de vida (produto)
End-of-life (EOL) ou fim de vida é um termo que se refere aos produtos fornecido aos clientes, que indica que o produto está no fim da sua vida útil ou descontinuado. Um fornecedor pode empregar o termo mais específico "End-of-service-life" (EOSL).